# Анжелин
Анжелин (порт. Angelim)  —  муниципалитет в Бразилии, входит в штат Пернамбуку. Составная часть мезорегиона Сельскохозяйственный район штата Пернамбуку. Входит в экономико-статистический  микрорегион Гараньюнс. Занимает площадь 118 км².

## География
Климат местности: жаркий гумидный. В соответствии с классификацией Кёппена, климат относится к категории As.